# Merosargus arcuatus
Merosargus arcuatus är en tvåvingeart som beskrevs av James 1971. Merosargus arcuatus ingår i släktet Merosargus och familjen vapenflugor. Inga underarter finns listade i Catalogue of Life.